# Krisztián Török
Krisztián Török (ur. 4 maja 1987) – węgierski lekkoatleta specjalizujący się w rzucie oszczepem.
Odpadał w eliminacjach mistrzostw świata juniorów młodszych (2003), mistrzostw Europy juniorów (2005)
, młodzieżowych mistrzostw Starego Kontynentu oraz uniwersjady (2009). Reprezentant kraju w drużynowych mistrzostwach Europy.
Medalista seniorskich mistrzostw Węgier ma w dorobku dwa złote medale tej imprezy (Debreczyn 2010 oraz Szekszárd 2011). Stawał na podium juniorskich mistrzostw Węgier.
Rekord życiowy: 78,51 (6 sierpnia 2011, Szekszárd). 

## Osiągnięcia
| Rok  | Impreza                               | Miejsce      | Lokata            | Wynik |
| ---- | ------------------------------------- | ------------ | ----------------- | ----- |
| 2003 | Mistrzostwa świata juniorów młodszych | Sherbrooke   | el. – 18. miejsce | 60,80 |
| 2005 | Mistrzostwa Europy juniorów           | Kowno        | el. – 13. miejsce | 64,79 |
| 2009 | Młodzieżowe mistrzostwa Europy        | Kowno        | el. – 18. miejsce | 70,84 |
| 2009 | Uniwersjada                           | Belgrad      | el. – 16. miejsce | 70,69 |
| 2011 | I liga drużynowych mistrzostw Europy  | Izmir        | 7. miejsce        | 72,54 |
| 2015 | II liga drużynowych mistrzostw Europy | Stara Zagora | 4. miejsce        | 69,17 |